# Ochsenmaul (Fleisch)
Ochsenmaul, Rindermaul, Rindergaumen oder Maulfleisch ist Rindfleisch, das aus den Mäulern und Gaumen von Rindern gewonnen wird. Es ist stark durchwachsen und reich an Bindegewebe.
Zur Vorbereitung für die weitere Verarbeitung wird Ochsenmaul – oft nach vorherigem Pökeln – überbrüht, enthäutet und mehrere Stunden gekocht, wobei sich das Bindegewebe zu Gelatine wandelt. Verwendet wird es fein geschnitten für Ochsenmaulsalat, Sülzen, Ragouts und Würste. Daneben dient es roh als Hundefutter.

## Einschränkungen infolge der BSE-Seuche
Wegen der Rinderseuche BSE darf Kopffleisch bei tauglich geschlachteten Tieren zwar uneingeschränkt weiterverarbeitet werden, der Schädel ohne Unterkiefer ist bei Tieren ab >12 Monaten jedoch zu entsorgen (Kat1, SRM, EU-Verordnung 999/2001). Somit ist das Fleisch des Gaumens nur bei Tieren unter einem Jahr für Ochsenmaulsalat zu verwenden.